# Selnik (gmina Ig)
Selnik – wieś w Słowenii, w gminie Ig. W 2018 roku liczyła 16 mieszkańców.